# Palace (film, 1985)
Pour les articles homonymes, voir Palace.
Pour plus de détails, voir Fiche technique et Distribution.
Palace est une comédie romantique française, réalisée par Édouard Molinaro en 1984, et sortie le 23 janvier 1985.

## Synopsis
En 1944, Lucien Molard, combattant dans les Forces Françaises Libres, aux côtés des armées alliées, est fait prisonnier par les Allemands. Dans le stalag où il est envoyé, il retrouve son frère, qui est devenu pianiste dans un palace, bénéficiant  ainsi d'une petite vie presque confortable et des charmes de la directrice Hanna. Lucien, choqué, cherche à convaincre son frère de s'enfuir de ce camp mais ce dernier est bien décidé à rester.

## Fiche technique
- Réalisation : Édouard Molinaro
- Scénario : Alain Godard, Édouard Molinaro
- Dialogues : Alain Godard
- Producteurs : Jean-Pierre Labrande, Frank Lipsik, Jean-Jacques Vuillermin, Peter Hahne
- Musique : Michel Legrand
- Costumes : Jacques Cottin
- Tournage : 1984
- Pays :  France et  Allemagne de l'Ouest
- Durée : 90 minutes
- Genre : comédie romantique et historique
- Date de sortie : 23 janvier 1985
- Affiche : Yves Thos

## Distribution
- Daniel Auteuil : Lucien Molard
- Claude Brasseur : Robert Molard
- Gudrun Landgrebe : Hannah Bauer
- Jean-Pierre Castaldi : Le cuisinier
- Jean-Michel Dupuis : Le serveur